# Hornschlitten

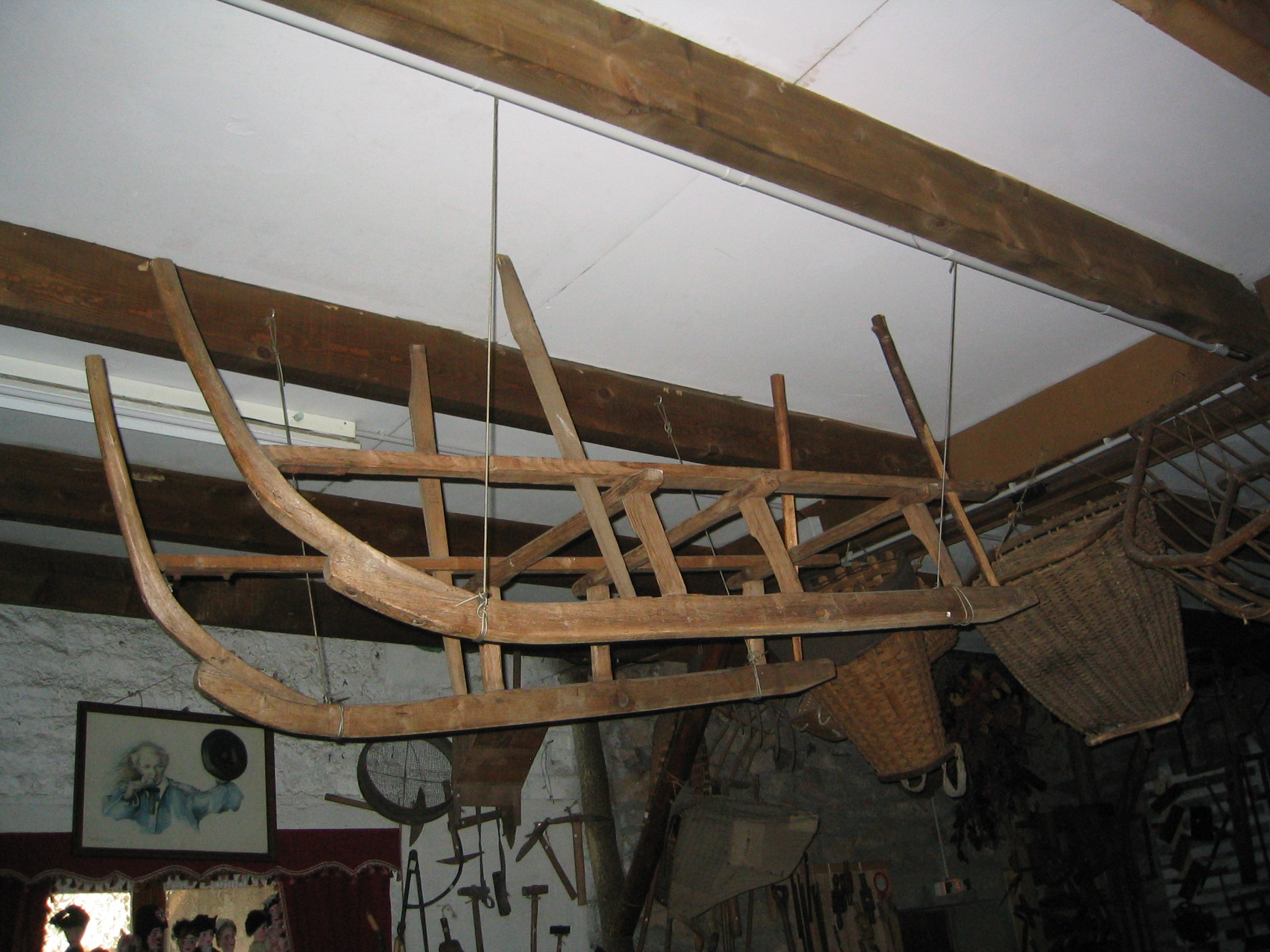
Historischer Ziehschlitten

Der Hornschlitten (auch Horner, Horen, süddeutsch Schnabler, allgäuerisch Schalengge oder Schalingge) ist eine Schlittenbauart. Es dient als Arbeitsgerät (winterliches Fuhrwerk) einiger Bergbauern; seit Jahren jedoch wird der Hornschlitten meist nur noch für sportliche Wettbewerbe und als Dekoration verwendet.

## Bauweise und Funktion
Seinen Namen hat der Hornschlitten von den vorn nach oben verlängerten Kufen, die zum Lenken und Schieben des Schlittens und als Haltegriffe dienen. Gelenkt wird der Schlitten durch Druck und Zug auf diese Hörner, wodurch der Rahmen leicht verzogen wird, was sich auf die Laufrichtung der Kufen auswirkt. Zusätzlich wird er mit den Füssen im Schnee gesteuert und gebremst. Daneben ist dieser Schlittentyp teils auch mit seitlichen Bremsen, den Tatzen, zwei Stangen mit eisernem Bremsbeschlag, versehen, die aber in weicherem Schnee ohne Wirkung sind. Links und rechts ragen ebenfalls Stangen in die Höhe, die zum Sichern der Ladung gegen Wegrutschen und dem Festhalten und der Handhabung dienen.
Der Hornerschlitten lässt sich von einer Person führen, die vorne zwischen den Hörnern Platz nimmt. Schwerere Bauarten sind für zwei Mann Besatzung ausgelegt, vorne der Lenker und hinten der Bremser – dann finden sich hinten manchmal ebenfalls geformte Stangen. Teilweise ist auch ein dritter oder vierter Mann beteiligt, das sind die Läufer, die den Schlitten  anschieben und während der Fahrt durch Gewichtsverlagerung helfen, das Gerät zu kontrollieren. Mancherort wurde der Schlitten auch mit einer eisenspitzbeschlagenen Stange, dem Stackl  (vergl. Stake) zusätzlich bedient. In Bayern bezeichnet man diese Brems- bzw. Lenkstange als Starzbaum daher dort die Bezeichnung Starzer für den Lenker bzw. Bremser des Hornschlittens, die sich auch auf die Tätigkeit des Schwiggers übertrug.
Viele originale Hornschlitten verschiedener lokaler Typvarianten und Bauweisen kann man heute in Heimatmuseen besichtigen, auch sind sie bei traditionellen Anlässen in Verwendung. Sie werden heute teils wieder den historischen Vorbildern entsprechend in alter Bauweise nachgebaut.

## Historische Bedeutung

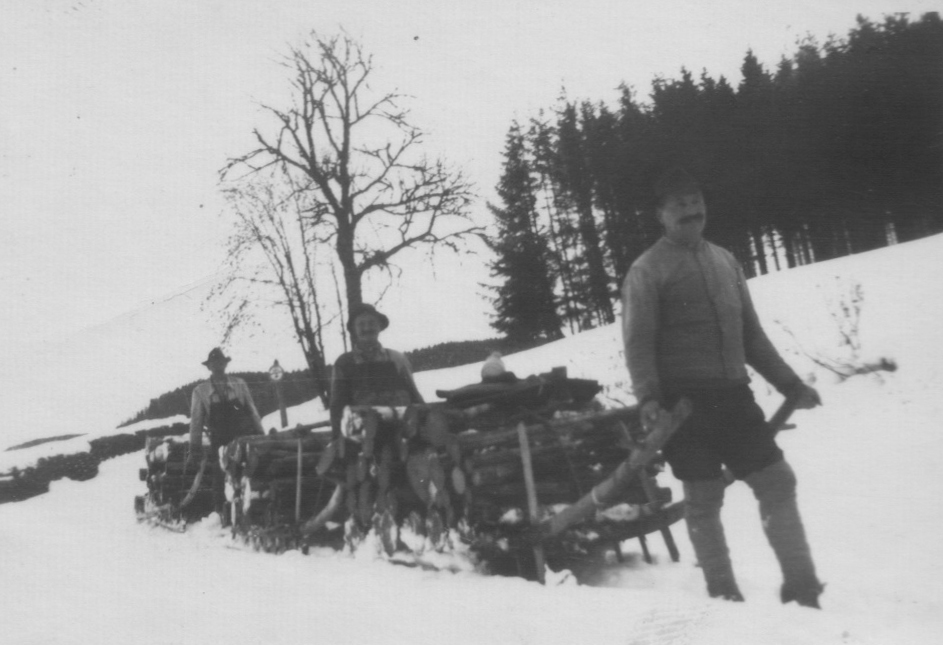
Holzabfuhr auf Hornschlitten im Schwarzwald (um 1945)

Der Hornschlitten ist ein klassisches Gerät der Berglandwirtschaft in Alpen und Mittelgebirgen wie dem Schwarzwald. oder in den Vogesen in Frankreich. Es dient bis heute dem Transport von in größeren Höhen gemähtem Heu (Bergheu, Almmahd) zur Hofstelle sowie dem Abtransport von geschlagenem Lang- und Scheitholz.
Dieses Heu- und Holzziehen war eine der gefährlichsten Arbeiten des alten Bergbauernlebens, mit hoher Unfall- und Todesrate. Die Schlitten wurden aufgrund des mühseligen Winteraufstiegs mit dem schweren Gerät so schwer als möglich beladen und wogen mit Heu leicht mehr als eine Tonne, mit Holz auch noch darüber – oft fand sich hinten noch ein zweiter Schlitten als Nachläufer (Schloapf, Gfa). Auch wurden teils ganze Konvois zusammengestellt.
Von einem Mann gelenkt, allfällig der zweite hinten als Bremser sowie zusätzliche Läufer, war die Talfahrt ein nur mühsam zu kontrollierendes Unternehmen. Zusätzlich war man auf ausreichenden Schnee angewiesen, und die beste Heu- und Holzzieherzeit war diejenige, für die heute die höchste Lawinenwarnstufe gilt, nämlich mit sehr viel in kürzester Zeit gefallenem Schnee auf harter Unterlage. Dieser bietet Führung, ohne den Schlitten zu sehr zu bremsen und ein geringeres Risiko, liegenzubleiben (was die Hilfe und den Spott anderer Bauern nach sich gezogen hätte). Daher war die Zahl der Lawinenopfer beim Schlittenziehen wohl ähnlich hoch wie die der von Schlitten überrollten („gefressenen“) oder im Gelände abgestürzten.
Noch heute regelt etwa die Salzburger Land- und forstwirtschaftliche Dienstnehmerschutzverordnung im § 18 (3):

„Das Holzziehen mit Schlitten darf nur von erfahrenen Dienstnehmern und nur dann ausgeübt werden, wenn der Zustand des Schlittenweges einen möglichst sicheren Betrieb gewährleistet. Schlitten müssen mit betriebsfähigen Bremsen ausgestattet sein. Die Last ist gegen Verrutschen zu sichern. Bei der Talfahrt ist ein entsprechender Sicherheitsabstand zwischen den einzelnen Schlitten einzuhalten.“

Daneben wurde auch in historischen Zeiten der Hornschlitten für diverse Bräuche verwendet, wie Umzüge, das Siedeln des Brautguts (Aussteuer), wie auch bei Leichenzügen.

## Rodelsport

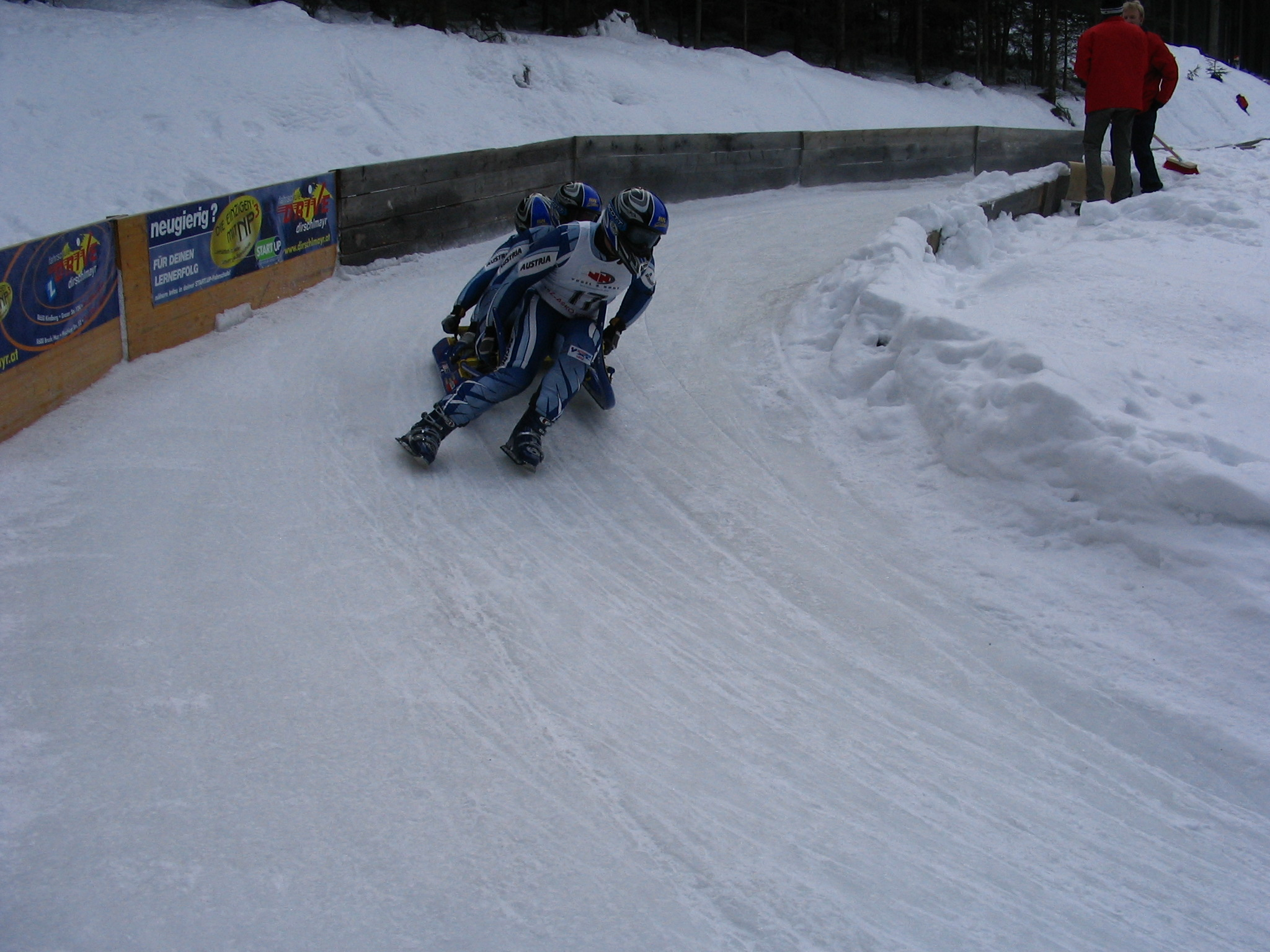
Hornschlitten-Europacuprennen in Kindberg, Steiermark am 20. Februar 2005

In Deutschland, Österreich, Italien sowie der Schweiz gibt es aktive Vereine für Hornschlittenrennen, einer Variante des Naturbahnrodelns. Auch eine Europameisterschaft wird ausgetragen.
Die Rennschlitten sind Spezialanfertigungen und haben mit den ursprünglichen Hornschlitten nicht mehr viel gemein. Gefahren wird zu dritt: Das Team besteht aus einem Lenker, der Skischuhe mit angeschraubten Stahlplatten zum Lenken und Bremsen trägt, einem Bremser sowie allfällig einem Läufer – die Funktionen sind dieselben, wie sie im Viererbob üblich sind. Reglements sind verbreitet.
Wichtige Veranstaltungen sind die bayerische Meisterschaft in Garmisch-Partenkirchen am Dreikönigstag (6. Januar), zahlreiche Veranstaltungen in den klassischen Schiorten der österreichischen Alpen (Meisterschaften mit wechselnden Austragungsorten, Rennserien und Pokale).

## Umgangssprachliche Bezeichnungen

### Deutschland
- Süddeutschland: Schnabler[1][2]
- Allgäu: Schalengge oder Schalingge[3]

### Österreich
- Tirol – Inntal – Imst Umgebung: Kramsner oder Gramsner

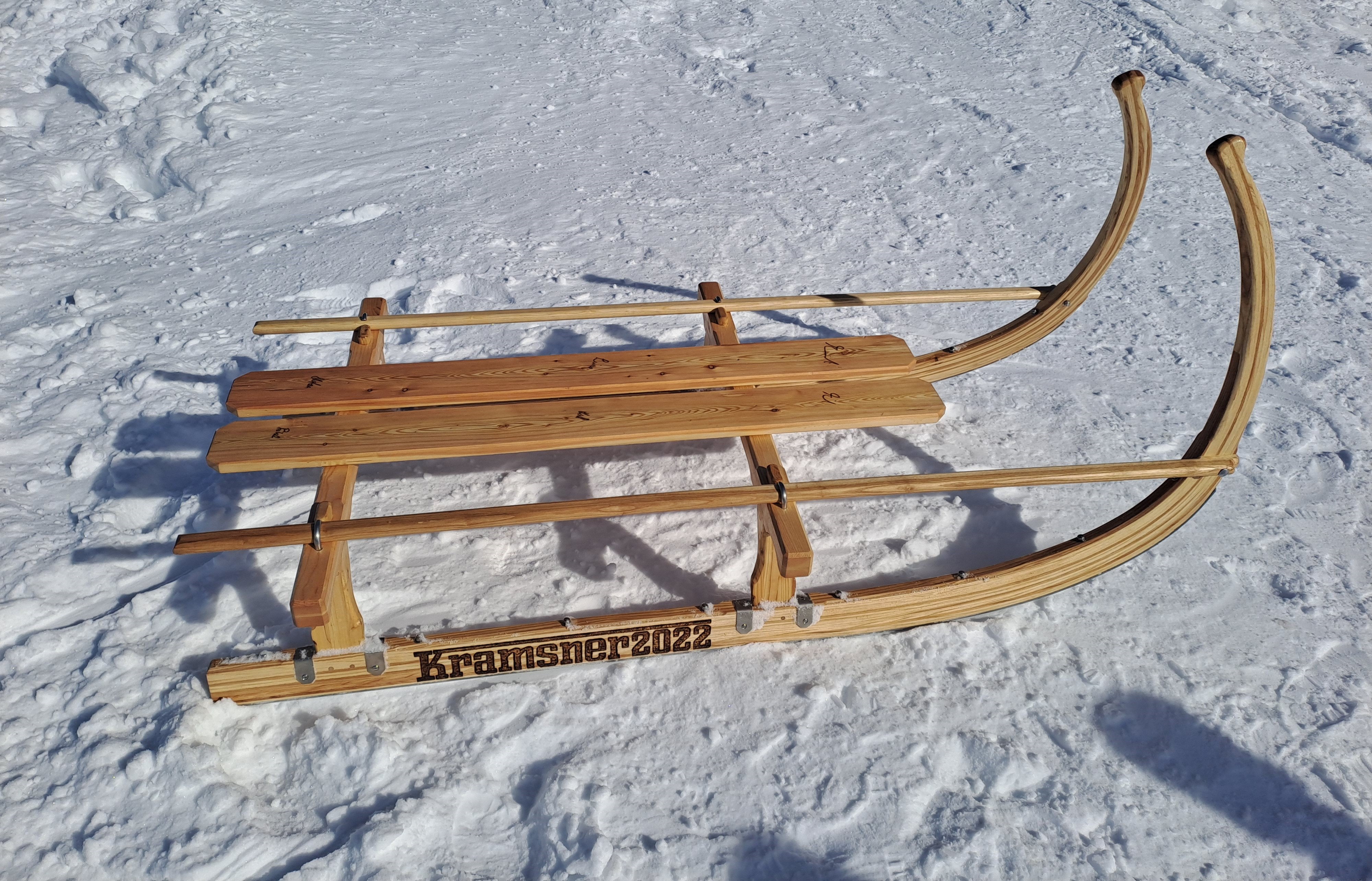
Hornschlitten – „Kramsner“ Nachbau 2022, Karres

## Weitere Veranstaltungen

### Schweiz
Kanton St. Gallen
- In Alt St. Johann im Toggenburg wird jeweils im Februar ein Rennen mit karnevalistisch verzierten Hornschlitten durchgeführt.[12]
- In Weisstannen im Kanton St. Gallen: Hornschlittenrennen.[13]

Kanton Bern
- In Adelboden im Berner Oberland wird jeweils im Februar ein „Horäschlittä-Renä“ durchgeführt. Angetreten wird in urchigen, halbleinenen Kleidern und Zipfelmütze oder im sportlichen Outfit mit Helm.[14]
- In Habkern im Kanton Bern: Horischlittenren.[13]
- In Meiringen-Hasliberg im Kanton Bern: Hornschlitterennen.[13]
- In Grindelwald im Kanton Bern: Horischlitten-Rennen.[13]

Kanton Graubünden
- In Brigels in der Surselva findet ein jährliches Hornschlitten statt.[13]
- In Avers im Bündnerland: Hornschlittenrennen.[13]

Ehemalige Austragung:
- In Davos Glaris wurde bis 2006 ein Hornschlittenrennen ausgetragen.[15]

Kanton Glarus
- In Braunwald im Kanton Glarus wird jeweils im Februar ein Rennen mit Hornschlitten durchgeführt.[16]

Kanton Obwalden
- Auf der Mörlialp im Kanton Obwalden: Hornschlittenrennen.[13][17]

### Deutschland
- In Gaißach bei Bad Tölz findet in der Faschingszeit das Gaißacher Schnabler- und Schlittenrennen statt. Aus einer 1928 geborenen Wette entwickelte sich mittlerweile eine Gaudiveranstaltung mit ca. 6000 Zuschauern jährlich, doppelt so viele wie der Ort Einwohner hat.[18]
- In Partenkirchen findet seit dem 6. Januar 1970 ein jährliches Hornschlittenrennen statt.[19]
- In Pfronten-Kappel findet seit 1976 das Allgäuer Schalenggenrennen statt[20]
- In Bühlertal im Schwarzwald findet seit 1938 ein jährliches Hornschlittenrennen statt[21].

### Slowakei
- Am Chopok in der Niederen Tatra, wird ein Hornschlittenrennen durchgeführt, wo die Schlitten nur aus Holz gebaut sein dürfen, ohne Nagel und Schraube.[22]

## Sonstiges
Die einzige Schiffs-Postlinie Österreichs (für Sendungstransport), die bis etwa 1990 nur 1 km weit vom Bahnhof zum Ort Hallstatt (Oberösterreich) über den Hallstättersee führte, wurde, wenn das Eis trug, winters per Hornschlitten abgewickelt.